# گمرن
شهر گمرندر ایالت زاکسن-آنهالت در کشور آلمان واقع شده‌است.